# Redd (турецький рок-гурт)
Redd (від тур. Reddetmek -  відмовлятися, заперечувати) – турецький рок-гурт зі Стамбулу, створений 1996 року. 

## Історія створення гурту
Початком існування гурту Redd вважається вересень 1996 року, коли до створеного раніше Доаном Дуру (тур. Doğan Duru - тенор та музикант) та Берке Хатіполу (тур. Berke Hatipoğlu - музикант) музичного колективу під назвою «Ten» долучилися їхні брати близнюки Гюнеш Дуру(тур. Güneş Duru) та Ільке Хатіполу (тур. Ilke Hatipoğlu). Назва колективу трансформувалася в «Ten ve Red». 

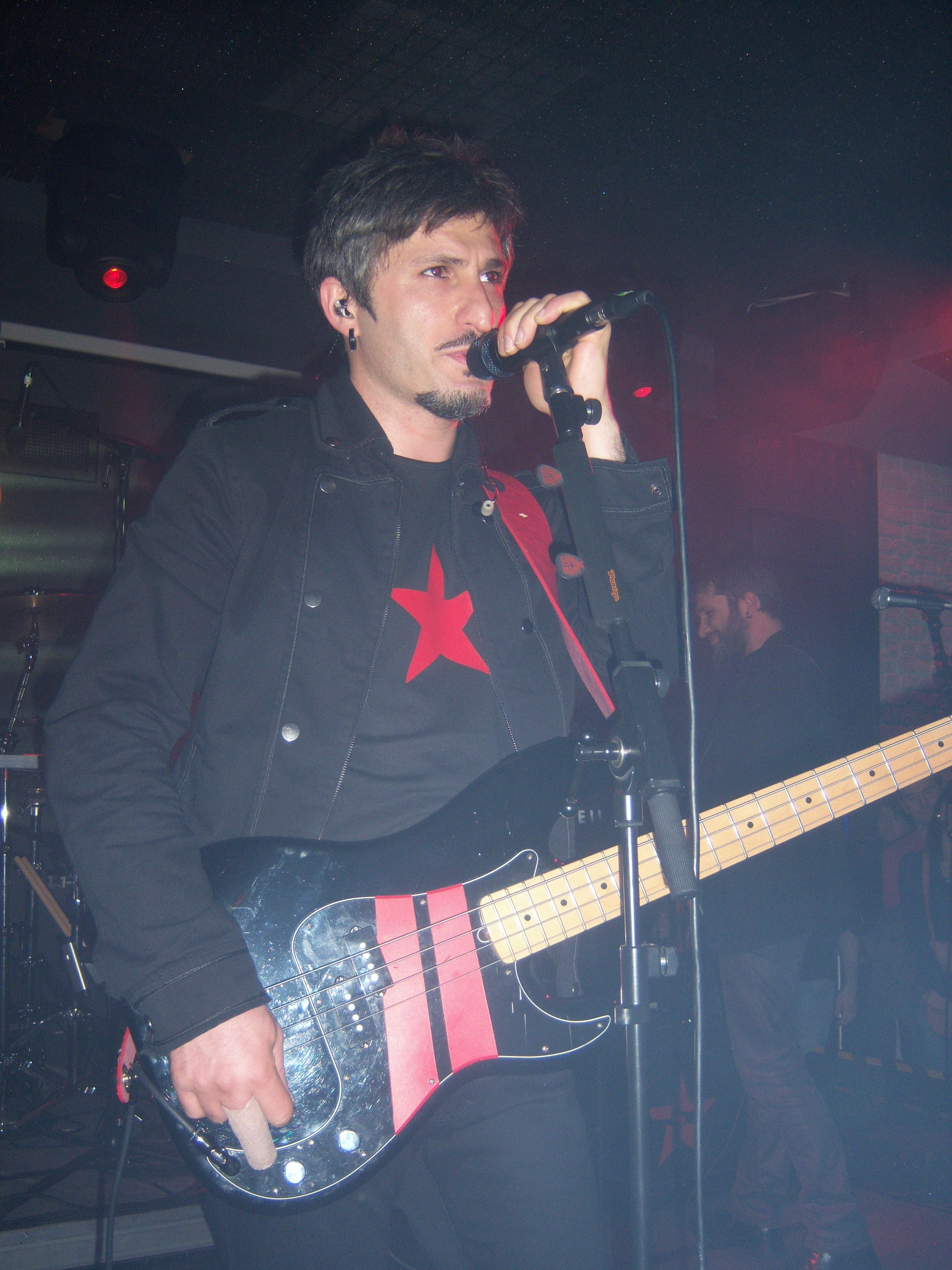
Доан Дуру
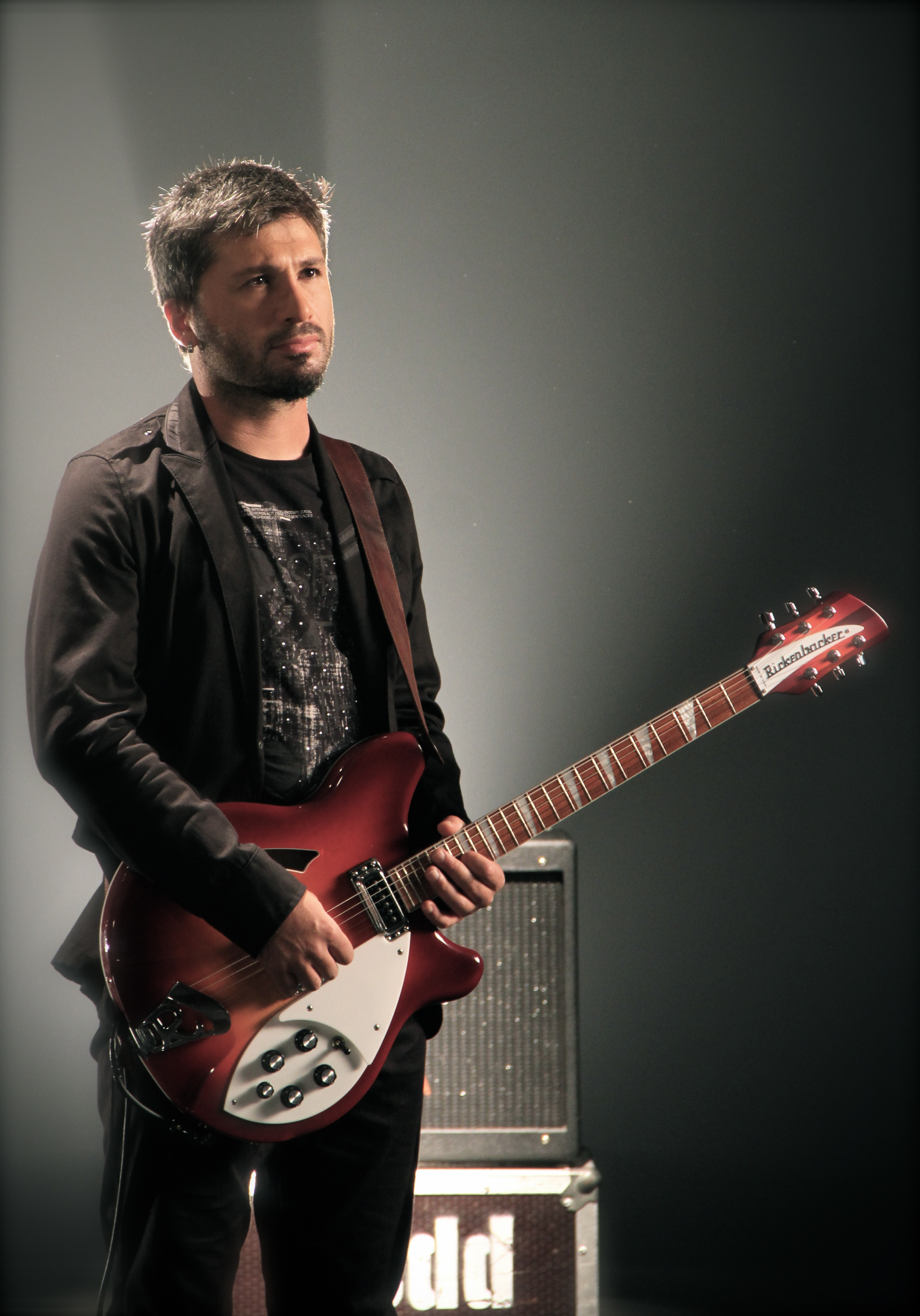
Гюнеш Дуру
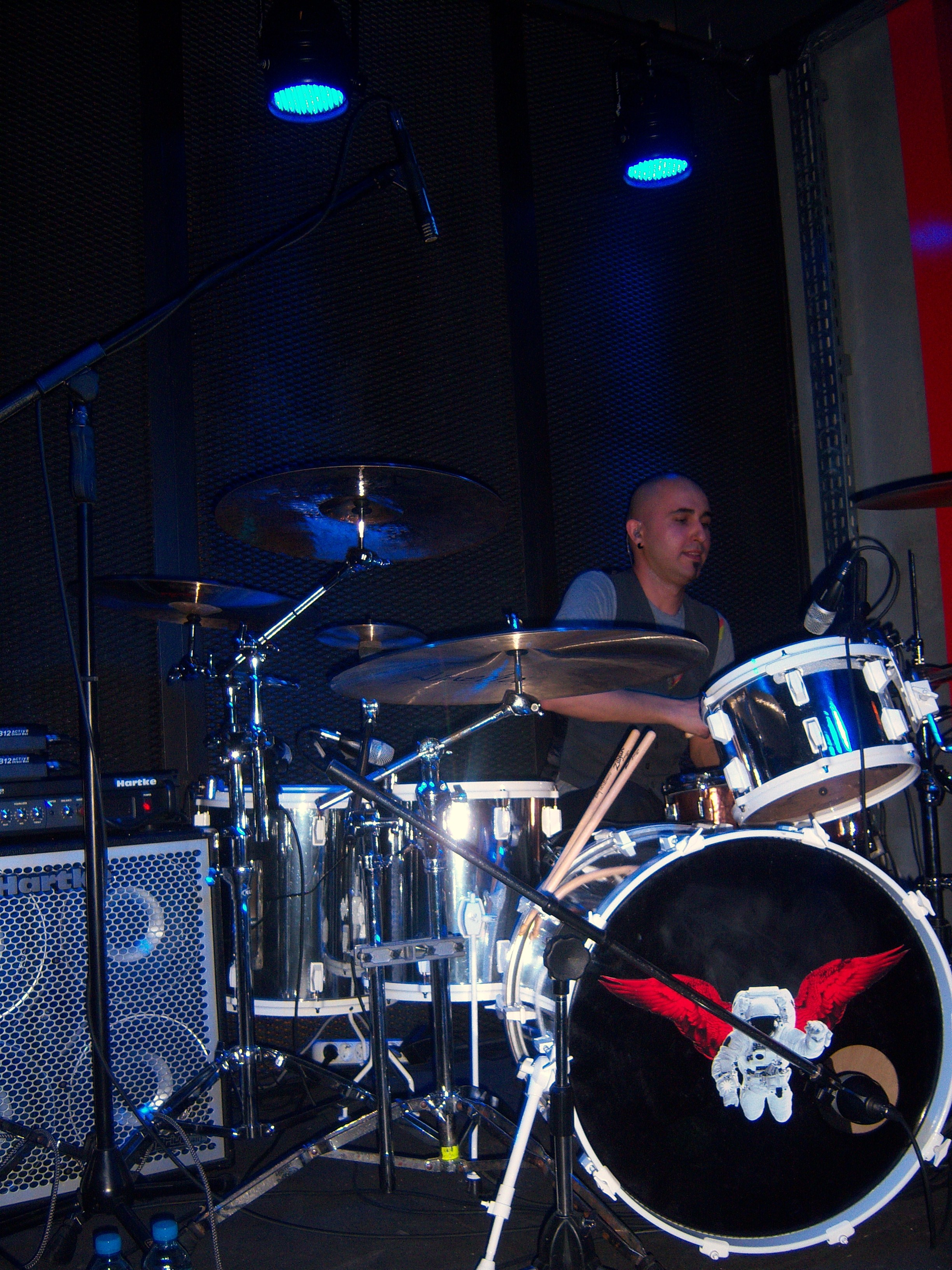
Берке Озгмюш

Спочатку музиканти переспівували пісні закордонних рок-виконавців, але на початку 2000-х років переходять до створення власного репертуару та змінивши ім'я колективу на «Redd». 
В 2003 році до гурту приєднуються бас-гітарист Еґе Ґьоктуна (тур. Ege Göktuna) та барабанщик Суат Аййилдиз (тур. Suat Ayyıldız). 
2006 року для запису платівки «Kirli Suyunda Parıltılar» (укр. «Відблиск на брудній воді») запрошено бас-гітариста Зафера Шанли ( тур. Zafer Şanlı). 

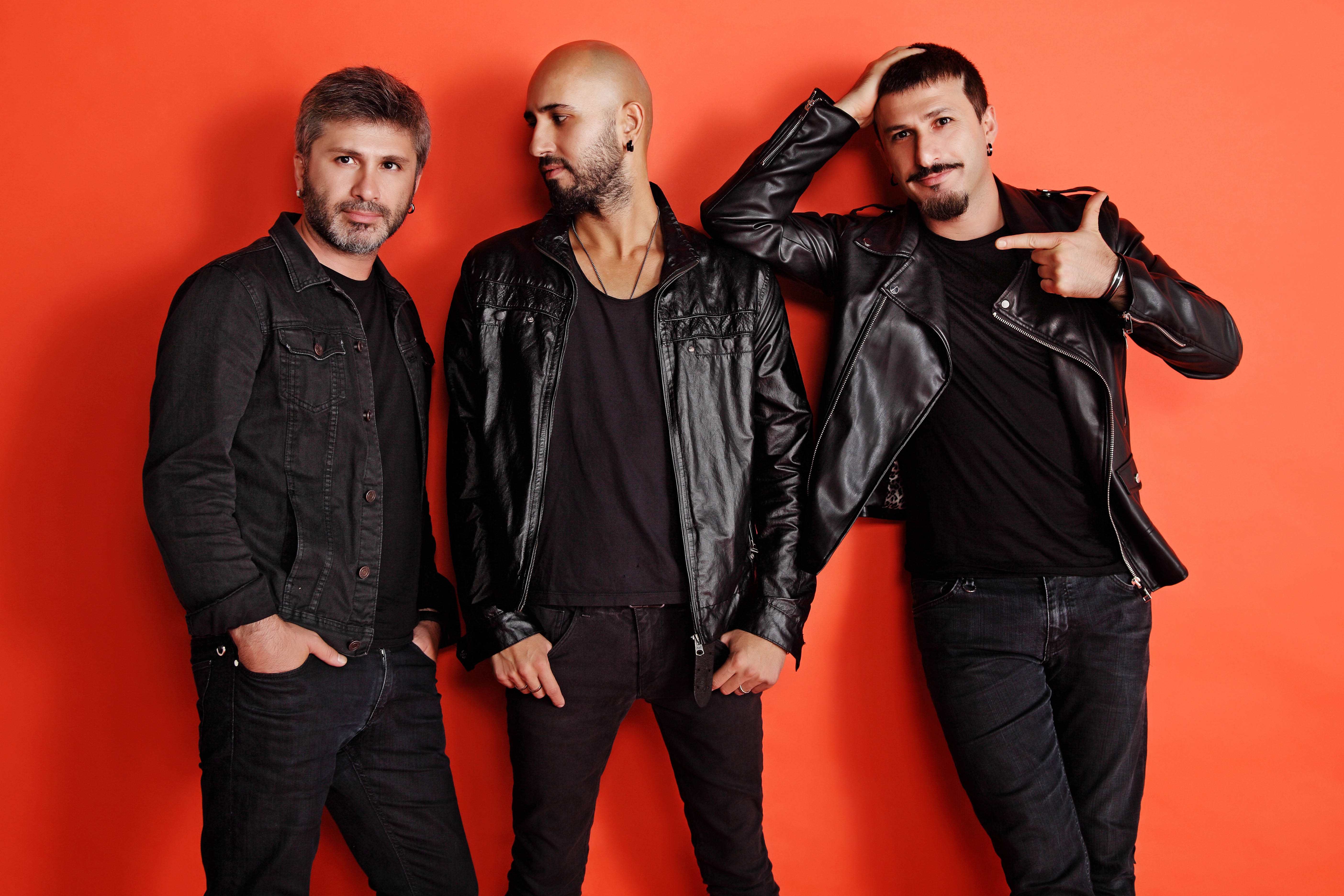
Гурт Redd. 2015 рік. Крайній зліва - Гюнеш Дуру, по центру - Берке Озґюмюш, з правого боку - Доан Дуру.

З 2007 року на концертах Redd за барабанною установкою замість Суата з’являється Берке Озґюмюш замість Суата, а через рік гурт залишає і Еґе.
2009-2010 року, на час проходження військової служби Берке, до колективу запрошено Сефу Деніза Алемдара (тур. Sefa Deniz Alemdar). 
Остаточні зміни в складі музичної групи відбулися 2014 року. 12 вересня Берке Хатіолу та Ільке Хатіолу в мережі Twitter повідомили про вихід з Redd через намагання Доана Дуру контролювати творчий процес та відсутність взаєморозуміння між ними та що гурт припиняє існування. [2]
Незважаючи на заяви братів Хатіолу, Redd продовжує своє існування як тріо. Доан Дуру є автором більшості пісень гурту, композитором, клавішником та бас-гітаристом, Гюнеш Дуру – гітаристом та бек-вокалістом, Берке Озґюмюш – барабанщиком.
Станом на 2016 рік в доробку колективу 6 музичних збірок та 1 DVD.

## Дискографія гурту

### «50/50»
Перший студійна платівка гурту була випущена 2005 року.[13] Окрім музикантів Redd, участь в створенні альбому також взяв продюсер Левент Бююк (тур. Levent Büyük), та звукозаписуюча компанія «Stardium». Серед композицій альбому найбільшу популярність отримала пісня «Mutlu olmak için» (укр. «Щоб бути щасливим»). Загалом до альбому ввійшло 10 композицій серед яких:
•Bahçelere daldık (укр. Ми проникли до садів)
•Mutlu olmak için (укр. Щоб бути щасливим)
•Öperler (укр. Цілують)
•Keyifli bir gün (укр. Веселий день)
•50/50 (elli/elli)
•Deliyim (укр. Я – божевільний)
•Meleksin güzel (укр. Ти – прекрасний янгол)
•Sen kendinde ol yeter (укр. Головне – не втрачати контроль над собою або Будь самим собою)
•Nefes bile almadan ( укр. Навіть без дихання)
•Yalancı dünya (укр. Брехливий світ)

### Альбом «Kirli Suyunda Parıltılar»
Друга платівка гурту, що в перекладі має назву «Відблиск на брудній воді», побачила світ  24 квітня 2006 року. Цього разу до альбому ввійшло 11 композицій, записаних на студії «Pasaj Müzik». Найкращими визнано пісні «Falan Filan» (укр. «І так далі») - потрапила до десяти найкращих в World Chart каналу MTV-Європа та "Hala Aşk Var Mı" (укр. «Чи є ще кохання?»), яка очолила рейтинг в листопаді того ж року. Загалом же до платівки ввійшли:
•Falan filan (укр. І так далі)
•Hala aşk var mı? (укр. Чи є ще кохання?)
•Prensesin uykusuyum (укр. Я – сон принцеси)
•Artık melek değilim (укр. Я вже не янгол)
•Bak keyfine  (укр. Веселися)
•Aşık (укр. Закоханий)
•Dünya (укр. Світ)
•Kirli suyunda parıltılar (укр. Відблиск на брудній воді)
•Ne olmaya geldim? 
•Roman kahramanı ( укр. Римський герой)
•Çığlık çığlına (укр. Голосно кричучи)

### Альбом «Plastik Çiçekler ve Böcek»
Запис третьої платівки гурту під назвою «Пластикові квіти та жук» відбувся  25 липня 2007 року в ММА (тур. Modern Müzik Akademisi) та презентований 15 лютого 2008 року під лейблом «Pasaj Müzik». Ознаменувався тим, що це була остання робота колективу перед проходженням служби в армії і всі композиції, що ввійшли до збірки, були записані наживо - як вже відомі слухачу пісні з попередніх платівок так і одна нова пісня, а саме:
•Bak keyfine 
•Mutlu olmak için 
•Hala aşk var mı? 
•Dünya 
•Roman kahramanı 
•Sen kendinde ol yeter 
•Senden sonra (укр. Після тебе)
•Nefes bile almadan 
•Artık melek değilim 
•Ne olmaya geldim? 
•Prensesin uykusuyum 
•Falan filan 
Цього ж року випущено DVD-версію альбому під назвою « Gecenin Fişi Yok» (укр. «Ніч  не має вимикача»).

### «21»
Платівка «21», четверта в доробку гурту, вийшла 14 квітня 2009 року. Автором більшості пісень альбому став Доан Дуру, які записані на звукозаписувальних студіях в ММА та «Garaj Stüdyöları». Відповідно до назви збірки, кількість композицій в ній – 21, зокрема:
•Çığlık (укр. Крик)
•Masal (укр. Історія)
•Oyun (укр. Гра)
•Astrotanrı (укр. Астробог)
•Don Kişot (укр. Дон Кіхот)
•Bir şövalye var içimde (укр. Лицар в тобі)
•Özgürlük sırtından vurulmuş (укр. Свобода вбита пострілом у спину) – пісня, присвячена журналісту вірменського походження Гранту Дінку, вбитого 19 січня 2007 року біля редакції власної газети «Агос» [11]
•Öyle boş ki hayat  (укр. Даремне життя)
•Tamam böyle kalsın (укр. Добре, залиш все як є) 
•Vicdani redd 
•Seni buldum (укр. Я тебе знайшов)
•Aşk bu kadar zor mu? (укр. Невже кохання настільки важке?)
•Her neyse (укр. Нехай)
•Aşktı bu (укр. Це було кохання)
•Sevsen de sevmesen de  (укр. Кохаєш ти чи ні)
•Yaşandım daha çok 
•Küçük bir cocukken (укр. Коли я був зовсім маленьким)
•Modern adımlarla (укр. Сучасними кроками)
•Plastik Çiçek ve Böcekler (укр. Пластикова квітка і жуки»)
•Dekadans (укр. Декаданс)
•Sukut (укр. Мовчання)

### Альбом "Prensesin Uykusu"
Нова збірка гурту під назвою «Сон принцеси» презентована слухачам в жовтні 2010 року, до якої увійшли пісні та музика з однойменного турецького фільму режисера Чаана Ирмака (тур. Çağan Irmak). Натхненням Чаана для створення кінострічки стала пісня Redd "Prensesin Uykusuyum" з альбому "Kirli Suyunda Parıltılar". В кінцевому результаті до платівки ввійшли:
•Prensesin Uykusuyum (укр. Я – сон принцеси)
•Bir Varmış Bir Yokmuş (укр. Одного разу)
•Yarım Kalan Günlük 
•Aziz Olmak (укр. Бути святим)
•Hayat Bir Film Seti 
•Kelebeğin Kanatları 
•Prensesin Uykusuyum (Acoustics) 
•Ruhların Takası 
•Yalnızlık Şarkısı (укр. Пісня самотності)
•Ormanda Kaybolmuş Bir Yaprak (укр. Лист, загублений в лісі)
•Keyifli Bir Gün 

### Hayat Kaçık Bir Uykudur
Запис альбому під назвою «Життя – боживільний сон» рок-гурт Redd почав у вересні 2011 року, а вже 2 травня 2012 року він був у продажі. Офіційна презентація пісень з платівки відбулася через три дні, 5 травня 2012 року в стамбульському клубі «Garaj». Над створенням цього альбому окрім музикантів гурту було також залучено: Озлем Озлер – ілюстратор обкладинки диску, Еврен Ґьокнар – мастеринг, Ерім Аркман та Сайґин Озатмаджа – зведення записів. Збірка має 13 композицій, одна з яких «Sevmeden Geçer Zaman» (укр. «Час проходить без кохання»), записана в дуеті з турецькою виконавицею Шебнем Ферах (тур. Şebnem Ferah).
•Hayat Kaçık Bir Uykudur 
•Yavaş Yavaş Yavaş (укр. Потихеньку, повільно)
•Sen Rahat Ol (укр. Зберігай спокій)
•Ellerini Kaldır (укр. Підніми руки)
•Sevmeden Geçer Zaman (Şebnem Ferah Düet)
•Aşık Oldum Celladıma (укр. Я закоханий у свого ката)
•Senden Sonra (укр. Після тебе) 
•Beni Sevdi Benden Çok( укр. Вона кохала мене більше, ніж я) 
•Yolunda Gitmeyen Adam (укр. Безтолкова (нікчемна) людина)
•Iskaladık Birbirimizi (укр. Ми розминулися один з одним)
•Ormanda Kaybolmuş Bir Yaprak (укр. Листок, що загубився в лісі)
•Bir Yol Bulursun (укр. Знайдеш вихід)
•Telved Litak

## Використані джерела
1. http://www.redd.com.tr/(тур.) [Архівовано 5 травня 2010 у Wayback Machine.]
2. https://web.archive.org/web/20181111090245/http://reddseyirdefteri.com/(тур.)
3. Redd resmi Facebook sayfası(тур.)
4. Redd resmi Myspace sayfası(тур.) [Архівовано 31 березня 2009 у Wayback Machine.]
5. Redd resmi Twitter sayfası(тур.) [Архівовано 14 серпня 2010 у Wayback Machine.]
6.Redd resmi Friendfeed sayfası(тур.)
7.Redd resmi Vimeo sayfası(тур.) [Архівовано 5 вересня 2011 у Wayback Machine.]
8.Redd resmi Youtube sayfası(тур.) [Архівовано 8 липня 2014 у Wayback Machine.]
9.Prensesin Uykusu Resmi sayfası(тур.)
10.hrchive.eb/2hrant-da-o-gece-bizimle-olacak-19705948(тур.)
11.50/50". 18 Temmuz 2014 tarihinde kaynağından arşivlendi. https://web.archive.org/web/20140718015951/http://esenshop.com/detail.aspx?id=36265. Erişim tarihi: 26 Temmuz 2012.(тур.)
12."Hayat Kaçık Bir Uykudur". 27 Mart 2015 tarihinde kaynağından arşhttps://web.archive.org/web/20150327071817/http://esenshop.com/detail.aspx?id=68769. Erişim tarihi: 26 Temmuz 2012.(тур.)